# Hillsdale (Illinois)
Hillsdale is een plaats (village) in de Amerikaanse staat Illinois, en valt bestuurlijk gezien onder Rock Island County.

## Demografie
Bij de volkstelling in 2000 werd het aantal inwoners vastgesteld op 588. In 2006 is het aantal inwoners door het United States Census Bureau geschat op 571, een daling van 17 (-2,9%).

## Geografie
Volgens het United States Census Bureau beslaat de plaats een oppervlakte van 2,1 km², waarvan 2,0 km² land en 0,1 km² water. Hillsdale ligt op ongeveer 177 m boven zeeniveau.

## Plaatsen in de nabije omgeving
De onderstaande figuur toont nabijgelegen plaatsen in een straal van 16 km rond Hillsdale.